# Michail Iwanowitsch Dragomirow

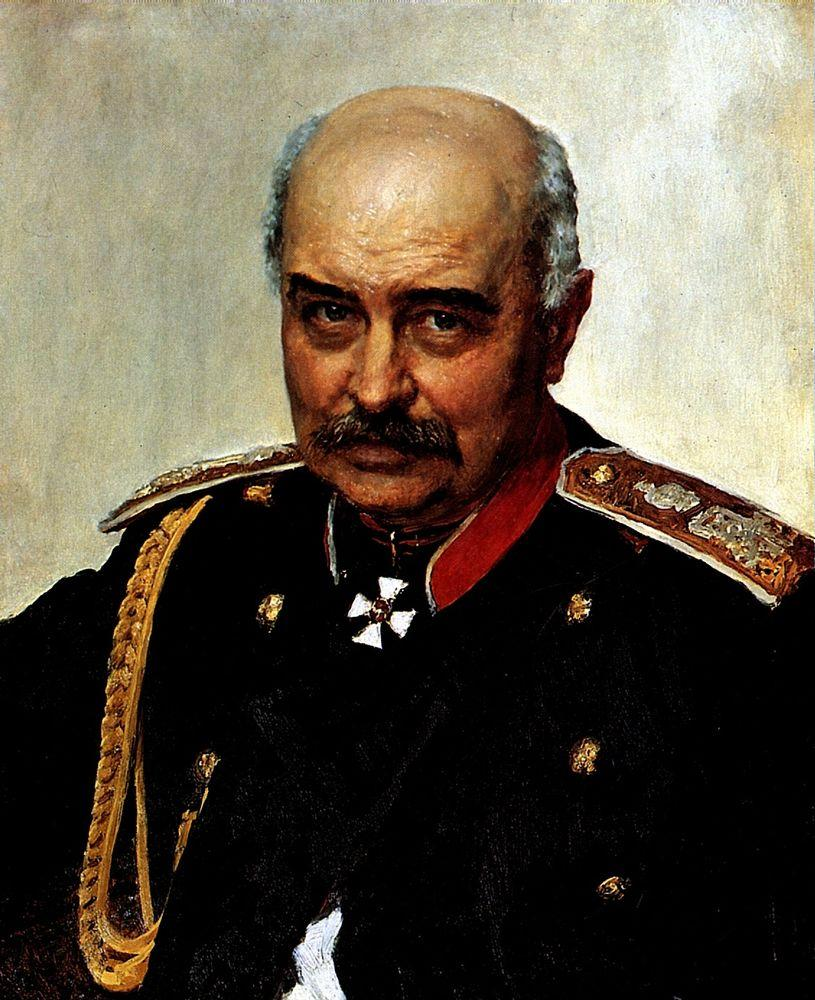
Michail Iwanowitsch Dragomirow (Ilja Repin, 1889)

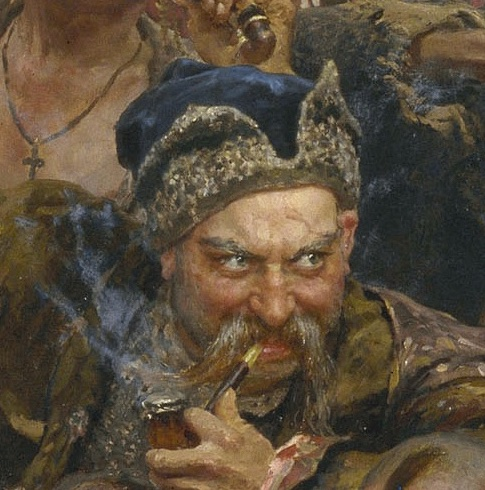
Michail Dragomirow als Ataman Iwan Sirko in Repins Gemälde Die Saporoger Kosaken schreiben dem türkischen Sultan einen Brief

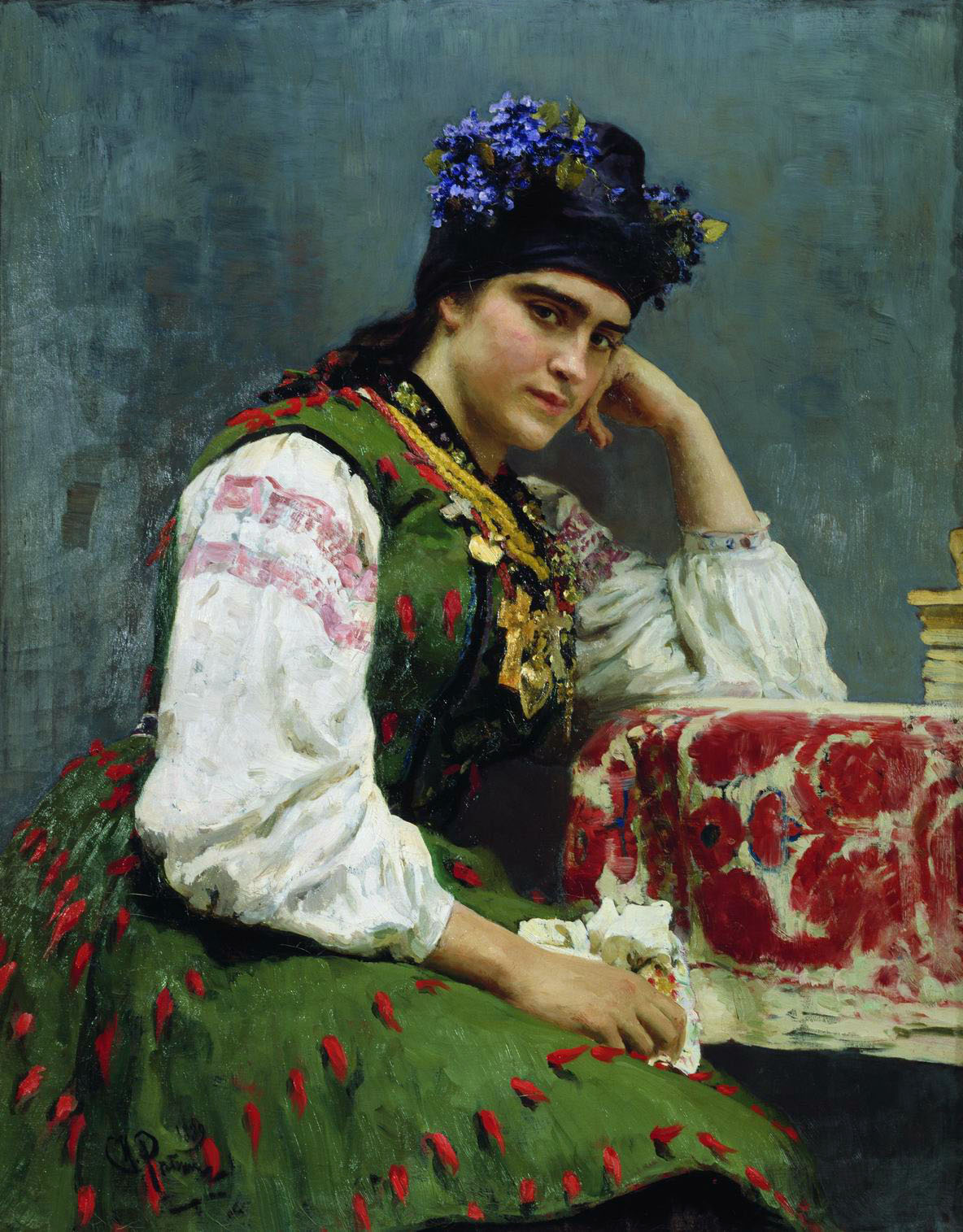
Tochter von Michail Dragomirow Sofia Michailowna in einem Porträt von Repin (1890)

Michail Iwanowitsch Dragomirow (russisch Михаил Иванович Драгомиров, * 8.jul. / 20. November 1830greg. bei Konotop, Gouvernement Tschernigow, Russisches Kaiserreich, heute Ukraine; † 15.jul. / 28. Oktober 1905greg. ebenda) war ein General in der Kaiserlich Russische Armee, ukrainischer Herkunft.

## Leben
Dragomirow besuchte die St. Petersburger Kriegsakademie und wurde dann dort Professor für Taktik. Nachdem er 1861 zum Oberst befördert worden war, nahm er als Militärattaché 1866 am Deutschen Krieg teil, wurde 1868 Generalmajor und Chef des Generalstabs in Kiew sowie Kommandeur der 14. Division.
Während des Russisch-Osmanischen Krieges 1877 führte Dragomirow die Vorhut und zeichnete sich in der Schlacht von Swischtow beim Übergang über die Donau aus. Nach dem Krieg wurde er Direktor der Kriegsakademie, 1889 General der Infanterie und Generalkommandant des Militärbezirks Kiew. Ab 1898 war er auch Generalgouverneur von Kiew. Beide Ämter bekleidete er bis September 1903. Anschließend wurde er zum Mitglied des Staatsrates ernannt.
Dragomirow starb am 28. Oktober 1905 in Konotop. Zwei seiner Söhne erreichten ebenfalls den Generalsrang in der kaiserlich-russischen Armee:
- Wladimir Michailowitsch Dragomirow (1867–1928), Generalleutnant
- Abram Michailowitsch Dragomirow (1868–1955), General der Kavallerie

## Rezeption als Infanterietaktiker
Dragumirow galt als russische Autorität auf dem Gebiet der Infanterietaktik. Bekannt von ihm sind die Lehrsätze: Die Kugel ist töricht, allein das Bajonett ist ein Mann. und Es gibt eine nationale Taktik, unter die sich die moderne Bewaffnung beugen muß, und keineswegs eine moderne Bewaffnung, an die sich die nationale Taktik anzupassen habe. Damit stellte er sich als Kriegstheoretiker bloß, da er die Umwälzungen in der Kriegführung, welche die Einführung von Schnellfeuergeschützen, Repetiergewehren mit rauchloser Munition und Maschinengewehren mit sich brachten, vollkommen ignoriert hatte.

## Werke
- Skizzen des österreichisch-preußischen Krieges im Jahre 1866. Petersburg (1867), deutsch in zwei Übersetzungen (Berlin, 1868)
- Leitfaden für die Vorbereitung der Truppen zum Kampf. 3 Tle. Petersburg (1885–87), deutsch von Freiherr von Tetta (3 Tle., Hannover 1889)